# Casitas
Los casitas (en acadio kaššû) fueron un pueblo de origen incierto que llegó a constituir la dinastía reinante en Babilonia (o Karduniash, como ellos la llamaban), desde aproximadamente 1531 a. C. (1595 a. C. según la cronología media) hasta el año 1155 a. C. (cronología corta), en que fueron derrocados por los elamitas. Su conquista de la vieja Babilonia de Hammurabi y el territorio mesopotámico con sus diferentes ciudades-estado dio lugar a lo que se podría llamar el Estado territorial de Babilonia en la mitad sur de Mesopotamia, cuya rivalidad con el Estado de la mitad norte, Asiria, configurará el futuro de la región.

## Historia

### Origen
Los casitas son uno de los pueblos con el origen más misterioso de cuantos poblaron la antigua Mesopotamia. Se supone que proceden del suroeste de Irán y que llegaron a Babilonia a través de los montes Zagros. Las primeras menciones de los casitas los sitúan en el siglo XVIII a. C. cuando atacaron Babilonia en el noveno año de reinado de Samsu-iluna (1749-1712 a. C.) hijo de Hammurabi, en que fueron repelidos. Un siglo más tarde se tiene noticias de un rey casita en la ciudad de Hana situada al norte de Babilonia. Este periodo de la historia de Mesopotamia y Asiria es el peor documentado y se lo conoce como la época oscura.

### Dinastía casita de Babilonia (ciudad)
No se conoce el modo en que los casitas ocuparon el trono de Babilonia, tras el saqueo de la ciudad llevado a cabo por los hititas que acabó con la antigua dinastía. Se acepta que el primer rey casita de Babilonia fue Agum II que trajo de vuelta a la ciudad la estatua del dios Marduk que habían robado los hititas. Los casitas impusieron la paz y el orden en el territorio, creando un periodo de estabilidad que propició una gran prosperidad. Se aprecia un descenso en el número de habitantes en las ciudades y un aumento de grandes pueblos y aldeas, lo que podría significar un mejor reparto de la tierra de cultivo y la suficiente seguridad para establecerse fuera de la protección de las murallas de las ciudades. Los precios se basaron durante un siglo en un patrón oro, como se hizo hasta el siglo XX.
Los casitas formaban una reducida élite social diseminada por el territorio, eran el núcleo del ejército, del gobierno y de la corte. La subida de la dinastía casita al trono de Babilonia no supuso una ruptura cultural ni política y poco a poco se fueron diluyendo en el elemento acadio y sumerio original. Los últimos reyes de la dinastía tienen nombres acadios.
Los casitas crearon una red de provincias para administrar el reino, generalmente gobernadas por personajes locales. A nivel internacional, Babilonia queda apartada del centro político ya que primero Mitanni y luego Asiria obstaculizan su salida al norte. Aun así los contactos y relaciones comerciales son frecuentes. Así, Karaindash organizó un servicio de correo regular entre Babilonia y Egipto, Kurigalzu I financió con oro egipcio la construcción de su nueva capital, Dur-Kurigalzu. Kadashman-Enlil I dio primero a su hermana y luego a su hija en matrimonio a Amenhotep III. Se tiene constancia por las cartas halladas en Tell el-Amarna de las negociaciones que llevaron a cabo ambos monarcas para establecer una contrapartida en oro. También hay constancia de las relaciones comerciales que mantuvieron el rey hitita Hattusili III, con el rey casita Kadashman-Enlil II. Excavaciones danesas realizadas en los años 1960 en el área de Baréin, en cuya isla se ha localizado un asentamiento comercial y una fortaleza, y textos localizados en Nippur sugieren que esa zona del Golfo era gobernada por los reyes casitas.

## Cultura

### Lengua
Los casitas no dejaron nada escrito en su propia lengua, de la que sólo se conocen algunas palabras dispersas en textos acadios y un par de textos de referencia sumerio-acadio. Gracias a esto se puede decir que la lengua casita no es una lengua semítica y que no está emparentada con ninguna de las otras lenguas habladas en el antiguo Oriente Medio, ni con las lenguas indoeuropeas.

### Religión
Los dioses tutelares de los reyes casitas Shuqamuna y Shumaliya parecen ser los únicos que dispusieron de templo propio en la ciudad de Babilonia y que sobrevivieron en el panteón babilónico tras la caída de los casitas. Los reyes casitas siguieron venerando a los dioses tradicionales babilónicos.

## Reyes casitas
Fechas propuestas según la cronología media del Antiguo Oriente.
1. Gandash (1729 a. C.)
2. Agum I
3. Kashtiliash I (1660 a. C.)
4. Ushi
5. Abirattash
6. Urzigurumash
7. incierto
8. incierto
9. Agum II (1550 a. C.): primer rey casita de Babilonia
10. Burna-Buriash I (1530 a. C.-¿1500 a. C.?)
11. Kashtiliash III
12. Ulamburiash (1460 a. C. aprox.): venció al último rey del País del Mar.
13. Agum III
14. incierto
15. Karaindash (1413 a. C.)
16. Kadashman-Harbe I
17. Kurigalzu I
18. Kadashman-Enlil I (1374 a. C.-1360 a. C.)
19. Burna-Buriash II (1359 a. C.-1333 a. C.)
20. Kara-hardash (1333 a. C.)
21. Nazi-Bugash (1333 a. C.)
22. Kurigalzu II (1332 a. C.-1308 a. C.)
23. Nazi-Maruttash (1307 a. C.-1282 a. C.)
24. Kadashman-Turgu (1281 a. C.-1264 a. C.)
25. Kadashman-Enlil II (1263 a. C.-1255 a. C.)
26. Kudur-Enlil (1254 a. C.-1246 a. C.)
27. Shagarakti-Shuriash (1245 a. C.-1233 a. C.)
28. Kashtiliash IV (1232 a. C.-1225 a. C.): nombre casita del rey Tukulti-Ninurta I de Asiria.
29. Enlil-nadin-shumi (1224 a. C.)
30. Kadashman-Harbe II (1223 a. C.)
31. Adad-shum-iddina (1222 a. C.-1217 a. C.): a partir de este rey, los nombres son acadios
32. Adad-shum-usur (1216 a. C.-1187 a. C.)
33. Meli-Shipak (1186 a. C.-1172 a. C.)
34. Marduk-apla-iddina I (1171 a. C.-1159 a. C.)
35. Zababa-shum-iddina (1158 a. C.)
36. Enlil-nadin-ahi (1157 a. C.-1155 a. C.)

| Predecesor: Imperio paleobabilónico | Historia de Mesopotamia Casitas c. 1550–1200 a. C. | Sucesor: Imperio elamita |